# Phyllonorycter raikhonae
Phyllonorycter raikhonae är en fjärilsart som beskrevs av Remigijus Noreika 1993. Phyllonorycter raikhonae ingår i släktet guldmalar, och familjen styltmalar. Inga underarter finns listade i Catalogue of Life.